# Ак-Бешим
Ак-Бешим (кирг. Ак-Бешим) — село в Чуйском районе Чуйской области Кыргызстана. Административный центр Ак-Бешимского аильного округа. Код СОАТЕ — 41708 223 804 01 0.

## География
Село расположено в северной части области, в Чуйской долине, на расстоянии приблизительно 2 километров (по прямой) к юго-западу от города Токмак, административного центра района. Абсолютная высота — 804 метра над уровнем моря.

## Население
| год     | 2014 | 2015 | 2020 |
| ------- | ---- | ---- | ---- |
| человек | 2709 | 2748 | 3675 |

## Достопримечательности
В окрестностях села расположено городище Суяб.